# Сластин, Василий Никонович
Василий Никонович Сластин (9. 5. 1908 — 30. 7. 1979) — Герой Советского Союза.

## Биография
Родился 9 мая 1908 года в селе Москвитино ныне Свободненского района Амурской области в семье крестьянина. Русский. Член ВКП(б)/КПСС с 1944 года. Получил начальное образование. Работал сначала в рыболовецком колхозе. Потом старшиной катера в селе Богородское (Ульчский район Хабаровского края).
На фронт попал в сентябре 1942 года в составе штафного батальона. В боевых действиях в Великой Отечественной войне принимал участие с февраля 1943 года, как сапёр 4-го отдельного саперного батальона 193-й стрелковой дивизии 65-й армии Центрального фронта. Звание — красноармеец.
После демобилизации вернулся в село Богородское, работал начальником конно-почтовой связи. Скончался 30 июля 1979 года.

## Подвиг
Василий Сластин в ночь на 16 октября 1943 года переправился на правый берег Днепра у села Каменка (Репкинский район Черниговской области) и натянул канат для парома. Около часа работал в воде, устанавливая ряж для пристани. После этого, 17 октября, он на пароме переправил полковую артиллерию, 122-мм миномёты и боеприпасы.
Указом Президиума Верховного Совета СССР от 30 октября 1943 года за образцовое выполнение боевых заданий командования на фронте борьбы с немецко-фашистскими захватчиками и проявленные при этом мужество и героизм, красноармейцу Василию Никоновичу Сластину присвоено звание Героя Советского Союза.

## Награды
- Медаль «Золотая Звезда» (№ 1601);
- орден Ленина;
- орден «Знак Почёта»;
- орден Славы 3-й степени;
- медали.

## Память
- Именем Сластина названа улица в селе Богородское.